# Proterorhinus
Het geslacht Proterorhinus behoort tot de onderfamilie Gobiinae in de familie grondels (Gobiidae) in de orde van de Baarsachtigen (Perciformes). Volgens FishBase bevat dit geslacht 2 soorten.

## Lijst van soorten
- Proterorhinus marmoratus Pallas, 1814
- Proterorhinus nasalis (Filippi, 1863)
- Proterorhinus semilunaris (Heckel, 1837) – Marmergrondel
- Proterorhinus semipellucidus Kessler, 1877
- Proterorhinus tataricus Freyhof & Naseka, 2007